# تیم ملی فوتسال اندونزی
تیم ملی فوتسال اندونزی نماینده اندونزی در مسابقات بین‌المللی فوتسال و یکی از تیم‌های فوتسال آسیایی است.
براساس رده‌بندی فیفا تیم فوتسال اندونزی جایگاه ۵۰ را در بین تیم‌های ملی فوتسال جهان دارد.